# Kaszpáz-3
A kaszpáz-3 a kaszpáz-8-cal és a kaszpáz-9-cel kölcsönható kaszpáz. A CASP3 gén kódolja. Ortológjai megtalálhatók számos teljesen szekvenált emlősben. Egyedi ortológok találhatók a madarakban, a gyíkokban, a Lissamphibiában és a valódi csontoshalakban
A kaszpázok szekvenciális aktivációja fontos az apoptózis aktiváló fázisában. A kaszpázok inaktív proenzimként jelennek meg, melyek állandósult aszparaginsavnál történő proteolízise egy nagy és egy kis alegységet hoz létre, melyek az aktív enzimmé dimerizálódnak. Ez szétválik és aktiválja a kaszpáz-6-ot és -7-et, a kaszpáz 3-at a kaszpáz-8, -9 és -10 aktiválják. Ez az amiloid-β 4A-prekurzor bontásában a legfontosabb fehérje, mely összefügg az Alzheimer-kórban történő neuronhalállal. Alternatív splicinggal 2 további azonos fehérjét kódoló transzkriptumváltozat jöhet létre.

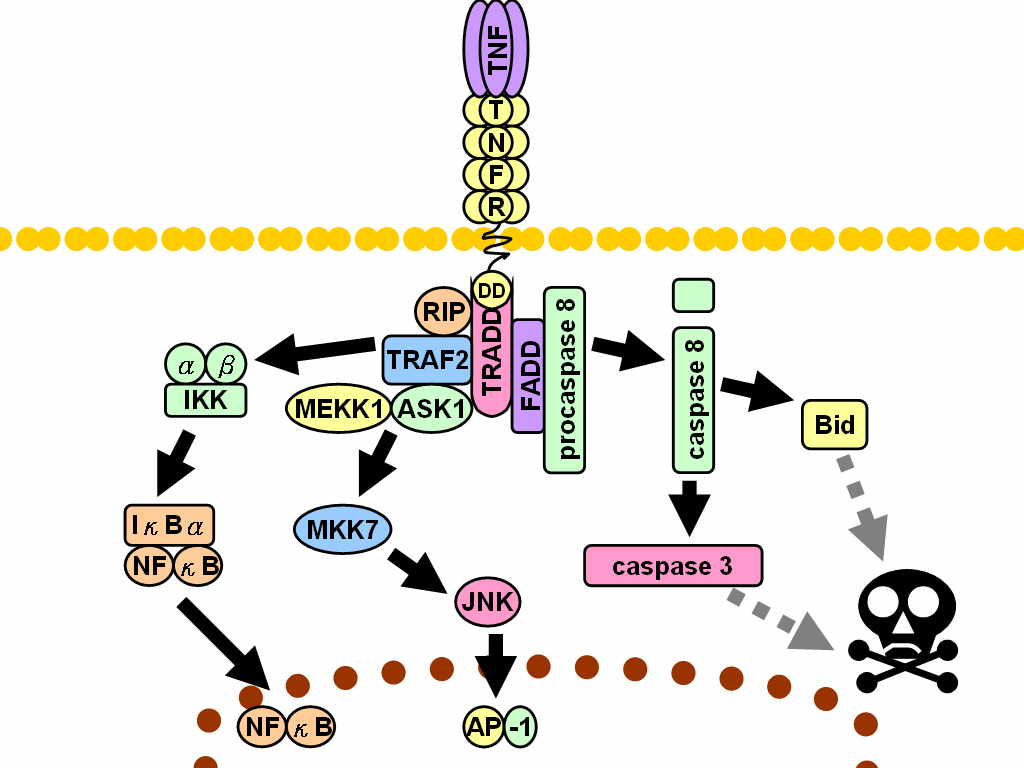
A TNF-R1 jelzőútja. A pontozott szürke vonalak több lépést jelentenek

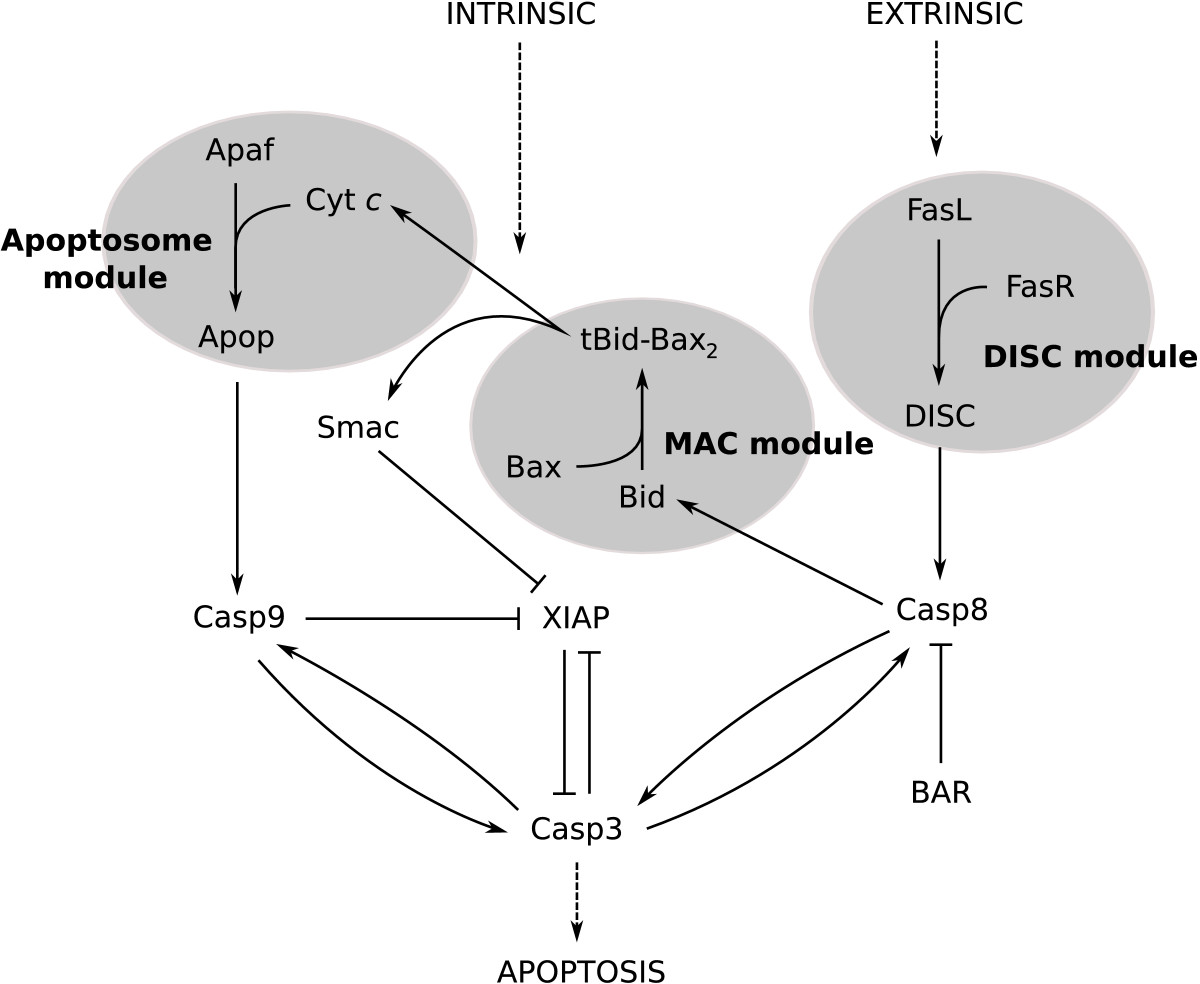
A kaszpáz-3 aktivációjához vezető utak.

A kaszpáz-3 sok közös jellemzővel rendelkezik a többi ismert kaszpázzal. Például aktív helyén cisztein (Cys-163) és hisztidin (His-121) vannak, melyek stabilizálják a fehérjebontást az aszparaginsav C-terminális végén adott 4 aminosavas szekvenciában. E specificitás okozza nagy szelektivitásukat – 20 000-szer szelektívebb az aszparagin-, mint a glutaminsavra. Fontos jellemzőjük, hogy zimogénekként (prokaszpázok) vannak jelen, mielőtt egy változás aktiválja őket. A prokaszpáz cal change causes their activation.  Each procaspase has an N-terminal large subunit of about 20 kDa followed by a smaller subunit of about 10 kDa, called p20 and p10, respectively.

## Szubsztrátspecificitás
Normál körülmények közt a kaszpázok tetrapeptid-szekvenciákat ismernek fel szubsztrátjaikon, és aszparaginsav után hidrolizálják a peptidkötéseket. A kaszpáz-3 és -7 hasonló szubsztrátspecificitásúak és az Asp-x-x-Asp tetrapeptid-motívumot ismerik fel. A C-terminális Asp szükséges, míg a másik 3 helyen lévő eltérések tolerálhatók. A kaszpáz szubsztrátspecificitását gyakran használják kaszpázalapú inhibitorokban és gyógyszerekben.

## Szerkezet
A kaszpáz-3 (más néven CPP32/Yama/apopain) 32 kDa-os zimogénből jön létre 17 és 12 kDa-os egységekre bontásával. Mikor a prokaszpáz egy adott helyen bomlik, az aktív heterotetramer hidrofób kölcsönhatásokkal létrejöhet, 4 ellentétes irányú β-redőt a p17-től és 2-t a p12-től heterodimerré összeállítva, mely egy másik heterodimerrel reagálva hozza létre a kaszpázokra jellemző α-hélixekkel körülvett 12 szálú β-lap-szerkezetet. A heterodimerek összeállásakor aktív hely jön létre a molekula végein mindkét alegység aminosavjaival, azonban a szükséges Cys-163 és His-121 a p17 egységen vannak.

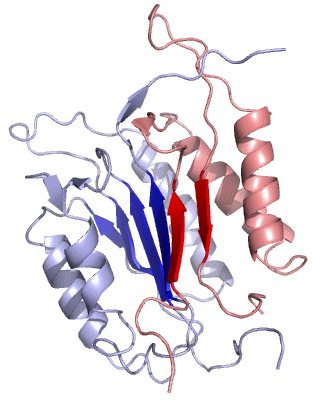
A p12 (rózsaszín) és p17 (világoskék) kaszpáz-3-alegységek. A β-redők pirossal, illetve kékkel.

## Mechanizmus
A kaszpáz-3 katalitikus helye a Cys-163 SH-csoportját és a His-121 imidazolgyűrűjét érinti. A His-121 stabilizálja az aszpartát karbonilcsoportját, a Cys-163 lebontja a peptidkötést. A Cys-163 és a Gly-238 stabilizálják továbbá a szubsztrát-enzim komplex tetraéderes átmeneti állapotát hidrogénkötéssel. In vitro a kaszpáz-3 a DEVDG (Asp-Glu-Val-Asp-Gly) szekvenciát preferálja, ahol a 2. aszparaginsav C-terminális oldalán (D és G közt) történik a proteolízis. A kaszpáz-3 széles, a legtöbb aktiváló kaszpáznál bázikusabb pH-tartományon aktív. Ez alapján a kaszpáz-3 normál és apoptotikus sejt esetén is aktív.

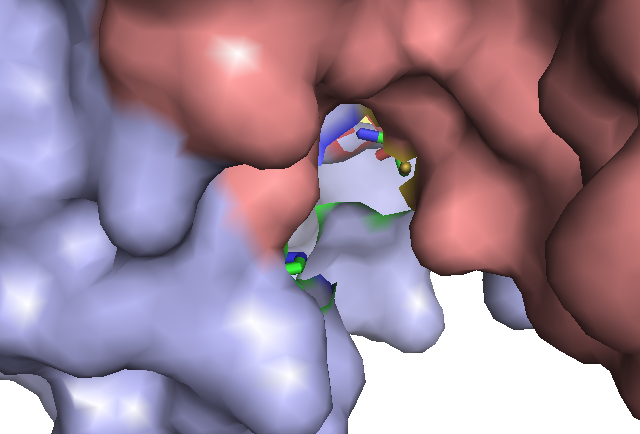
A Cys-285 (sárga) és a His-237 (zöld, sötétkék) az aktív helyen, a p12 alegység rózsaszínnel, a p17 világoskékkel;

## Aktiváció
A kaszpáz-3-at az apoptotikus sejtben külső (halálligandum) és belső (mitokondriális) utak is aktiválják. A zimogén funkció szükséges – a szabályzatlan kaszpázaktivitás minden sejtet megölne. A kaszpáz-3-zimogénnek gyakorlatilag nincs aktivitása, mielőtt az iniciátorkaszpáz lebontja apoptotikus jelzés után. Ilyen jel például a granzim B bekerülése, mely aktiválja az iniciátorkaszpázokat a T-sejtek által apoptózisra jelölt sejtekben. Ez aktiválja a kaszpázkaszkádot, mely az apoptotikus útra jellemző, ahol a kaszpáz-3 fontos. A belső aktivációban a mitokondriumok citokróm c-je a kaszpáz-9-cel, az apoptózisaktiváló faktor 1-gyel (Apaf-1) és az adenozin-trifoszfáttal (ATP) együttműködve bontja a prokaszpáz-3-at. Ezek in vitro elegendők a kaszpáz-3 aktiválsára, de in vivo más szabályzó fehérjék kellenek. A Garcinia mangostana-kivonat inhibeálja a kaszpáz-3-aktivációt β-amiloiddal kezelt humán neuronokban.

## Inhibíció
Kaszpázgátló például az IAP (inhibitor of apoptosis) fehérjecsalád, melynek tagjai a c-IAP1, a c-IAP2, a XIAP és az ML-IAP. A XIAP a kaszpáz-3 aktivációjához szükséges kaszpáz-9-hez kötve azt inhibeálja. A kaszpázkaszkád során azonban a kaszpáz-3 inhibeálja a XIAP-ot a kaszpáz-9 bontásával, megakadályozva a XIAP-ot a kaszpáz-9-inhibícióban.

## Kölcsönhatások
A kaszpáz-9 az alábbi fehérjékkel kölcsönhat:
- CASP8[27][28]
- NMT2[29]
- CFLAR[30][31]
- DCC[32]
- GroEL[33][34]
- HCLS1[35][36]
- szurvivin[37][38]
- TRAF3[39][40]
- XIAP[41][42][43][44][45][46]
- NFE2L2[47]

## Biológiai funkció
A kaszpáz-3 szükséges a normál agyfejlődéshez és az apoptózisban játszott szerephez, ahol a kromatinkondenzációért és a DNS-törésért felel. A kaszpáz-3 egy részének, a p17-nek megnőtt vérszintje korábbi myocardialis infarktus jele. Ezenkívül a kaszpáz-3 fontos lehet az embrionális és a vérképző őssejtek differenciációjában.

## Fordítás
Ez a szócikk részben vagy egészben  a   Caspase 3 című angol Wikipédia-szócikk ezen változatának fordításán alapul.  Az eredeti cikk szerkesztőit annak laptörténete sorolja fel. Ez a jelzés csupán a megfogalmazás eredetét és a szerzői jogokat jelzi, nem szolgál a cikkben szereplő információk forrásmegjelöléseként.